# Berkay Özcan
Berkay Özcan (Karlsruhe, Alemania, 15 de febrero de 1998) es un futbolista turco que juega en la posición de centrocampista para el Fatih Karagümrük S. K. de la Superliga de Turquía. Posee doble nacionalidad tanto turca como alemana.

## Trayectoria
Nació en Karlsruhe, Alemania. De padres turcos y él posee doble nacionalidad tanto Alemana como Turca, empezó jugando siendo un niño en los equipos regionales de su ciudad natal. Con 15 años llega al Stuttgart tras destacar en el Karlsruher SC, para Özcan sería un paso hacia delante para desempeñar su carrera como futbolista profesional. 

### Stuttgart
Berkay Özcan comenzó su carrera profesional en el Stuttgart donde pasó por las categorías inferiores hasta llegar al primer equipo en 2016, el entrenador del momento Hannes Wolf confió mucho en el turco llegando a jugar 21 partidos en la 2. Bundesliga marcando 2 goles y dando 3 asistencias de gol. Aparte de los partidos de liga Özcan participó en 2 partidos de copa marcando 1 gol y dando 1 asistencia.
Tras la vuelta del Stuttgart a la Bundesliga el centrocampista alemán de origen turco firmó un contrato que le unía al equipo hasta 2021 con una cláusula de rescisión de contrato alta (se desconocía la cifra) llamado a ser una de las futuras promesas mundiales. 
Aquella temporada en la Bundesliga fue de forma Notable, con la confianza de Hannes Wolf llegó a jugar mucho aquellos meses pero la destitución del entrenador tras malos resultados hizo que perdiera peso en el equipo. Aun así llegó a jugar aquella temporada 18 partidos de liga 3 de copa y 4 partidos con el filial alemán y también llamando la atención a equipos talla Arsenal. 
La siguiente temporada no iba a ser la deseada para Özcan puesto que las lesiones le impidieron su continuidad en el equipo ya que de 18 partidos disputados sólo pudo jugar 3 de ellos, sus problemas físicos y su bajo rendimiento hizo que el Stuttgart tuviera que cederlo a otro equipo para volver a recuperar el nivel.

### Hamburgo
El 24 de enero de 2019, Berkay Özcan fue cedido al Hamburgo hasta final de temporada y con opción de compra. Esta cesión se hizo posible gracias a su magnífica relación con el entrenador Hannes Wolf, con el que ya trabajó en el Stuttgart y que guardan buenos recuerdos. Aparte de Wolf, también se encontró con Orel Mangala y Arianit Ferati que también coincidieron con él en el Stuttgart.

### Estambul Başakşehir
El 2 de septiembre de 2019, el HSV lo cedió al Estambul Başakşehir F. K. una temporada. En julio de 2020 lo adquirió en propiedad y firmó un contrato hasta 2024.

## Clubes
| Club                               | País     | Año       |
| ---------------------------------- | -------- | --------- |
| VfB Stuttgart II                   | Alemania | 2016      |
| VfB Stuttgart                      | Alemania | 2016-2019 |
| Hamburgo S. V. (cedido)            | Alemania | 2019      |
| Hamburgo S. V.                     | Alemania | 2019-2020 |
| Estambul Başakşehir F. K. (cedido) | Turquía  | 2019-2020 |
| Estambul Başakşehir F. K.          | Turquía  | 2020-     |
| Çaykur Rizespor (cedido)           | Turquía  | 2025      |
| Fatih Karagümrük S. K. (cedido)    | Turquía  | 2025-     |

## Palmarés

### Campeonatos nacionales
| Título               | Club                      | País    | Año     |
| -------------------- | ------------------------- | ------- | ------- |
| Superliga de Turquía | Estambul Başakşehir F. K. | Turquía | 2019-20 |